# Fagonia villosa
Fagonia villosa là một loài thực vật có hoa trong họ Zygophyllaceae. Loài này được D.M.Porter miêu tả khoa học đầu tiên năm 1963.